# 圣乔瓦尼-杰米尼
圣乔瓦尼-杰米尼（義大利語：San Giovanni Gemini）是意大利西西里大区阿格里真托省的一个市镇。总面积26.3平方公里，人口8116人，人口密度308.6人/平方公里（2009年）。ISTAT代码为084036。